# Max Bewer
Max Bewer, né le 19 janvier 1861 à Düsseldorf (alors en Prusse) et mort le 13 octobre 1921 à Meissen (Allemagne), est un écrivain et poète allemand.